# Каньє (річка)
Річка Каньє розташована на північному сході Гаяни, є основною притокою річки Бербіс. Вона протікає приблизно паралельно узбережжю Атлантичного океану в регіоні Східний Бербіс-Корентайн (Регіон 6).
Поселення Баракара знаходиться на річці Каньє. Його заселили втікачі у 1800-х роках, і річка досі є важливим видом транспорту.

## Історія
Нідерландці встановили на річці форпост Конкордія. У 1763 році на двох плантаціях річци Каньє почалося повстання рабів.

## Економіка
Річка Каньє забезпечує водою маєток Скелдон Гаянської цукрової корпорації (приблизно 49 км2); маєток Альбіон (80 км2) і маєток Роуз Хол (від 49 до 51 км2). Вирощування рису Манарабісі (69 км2) і Блек Буш Польдер (69 км2) теж залежить від цієї річки.
Уздовж річки Каньє встановлені насоси, які ведуть до зони вирощування. У Скелдоні є два насоси. Вони штовхають воду до каналу Сандака довжиною 8 миль (13 км), а потім у зону вирощування цукрової тростини. На каналі Манарабісі, довжина якого 7 миль (11 км), є два насоси і три насоси є на польдері Блек Буш довжиною 7 миль (10 км). Коли всі ці насоси працюють під час зрошувального сезону, рівень води в річці Каньє падає, і достатній обсяг води не може бути поданий. У цей момент ворота на кінці річки Бербіс каналу Торані відкриваються, щоб забезпечити потік у річку Каньє.
Крім сільського господарства, землі басейну Каньє цікавлять міжнародні фірми для виробництва біопалива.

## Тваринний світ
Національний птах Гаяни, гоацин, також відомий як фазан Каньє, названий завдяки своїй присутності на річці.

## Туризм
Основною мотивацією для туристів відвідувати річку Каньє є можливість побачити фазана Каньє у його природному середовищі існування. Такі екскурсії і тури включають також риболовлю, кемпінги, полювання, знайомство з кайманами, мавпами, оленями та огляд визначних пам'яток. Організацією такого дозвілля тут займається туроператор «Blackwater Adventures».